# Rhipidoglossum laticalcar
Rhipidoglossum laticalcar é uma espécie de orquídea, família Orchidaceae, que existe em Gana. Trata-se de planta epífita, monopodial com caule que mede menos de doze centímetros de comprimento; cujas pequenas flores tem um igualmente pequeno nectário sob o labelo.

## Publicação e sinônimos
- Rhipidoglossum laticalcar (J.B.Hall) Senghas, Schlechter Orchideen 1(16-18): 1110 (1986).

Sinônimos homotípicos:
- Diaphananthe laticalcar J.B.Hall, Kew Bull. 29: 427 (1974).